# Isomerismo
O isomerismo ou isomeria (gr. ἴσος (ísos) “mesmo” e μέρος (méros) “partes”) é um fenômeno no qual dois ou mais compostos químicos diferentes denominados isômeros apresentam a mesma fórmula molecular (mesmo conjunto de átomos) e diferentes fórmulas estruturais (diferente arranjo entre os átomos).
O conceito de isomeria teve origem na primeira síntese orgânica quando Jöns Jakob Berzelius e Friedrich Wöhler observaram que tanto a ureia como o cianato de amônio que havia sido utilizado para prepará-la apresentavam os mesmos elementos na mesma quantidade: N2H4CO. Os cientistas observaram também que as propriedades químicas e físicas dessas substâncias, contudo, eram diferentes. Foi Berzelius quem, com a ajuda de Liebig, propôs uma explicação para o fenômeno: os compostos apresentavam a mesma composição de elementos, mas a disposição dos átomos desses elementos em cada composto era diferente. Tratava-se de compostos isômeros (do grego isô, mesmo, e meros, parte, significando, portanto, “partes iguais”), palavra inventada por Berzelius para descrever a isomeria, um novo conceito em química.

## Tipos de isomeria

Diagrama: visão geral e esquematizada dos diferentes tipos de isomerias.

- Isomeria plana - o fenômeno pode ser percebido pela simples análise da fórmula estrutural plana;
- Isomeria espacial - (Esteroisomeria) - neste caso, a isomeria só é perceptível por meio da análise da fórmula estrutural espacial. A isomeria espacial é dividida em duas partes: a isomeria geométrica (cis-trans ou Z-E) e a isomeria óptica.

### Isomeria de função
Os compostos tem os mesmos elementos e se diferem apenas pela função à qual pertencem.

#### Isomeria de cadeia
Os isômeros se diferem apenas pela quantidade de carbonos na cadeia principal.
Exemplos:
- cadeias abertas e fechadas (propeno e ciclano (cicloalcano);
- cadeias principais abertas com número diferente de átomos de carbono;
- cadeias principais fechadas com número diferente de átomos de carbono.

##### Isomeria de posição
Os isômeros possuem a mesma cadeia principal e se diferem pela posição do seus grupos funcionais, das insaturações e/ou das ramificações.

##### Isomeria de compensação ou metameria
Os isômeros pertencem à mesma função química, mas diferem na posição do heteroátomo, ou seja, um átomo que está inserido na cadeia carbônica. Exs:

##### Tautomeria
Esse tipo de isomeria ocorre quando 2 compostos de mesma fórmula molecular e grupos funcionais diferentes coexistem em equilíbrio dinâmico no qual um composto está continuamente se transformando no outro e vice-versa.
Os principais casos da tautomeria (tautos “dois de si mesmo”) envolvem compostos carbonílicos. Ao preparar uma solução de aldeído acético, uma pequena parte se transforma em enol, o qual, por sua vez, regenera o aldeído, estabelecendo um equilíbrio químico em que o aldeído, por mais estável, está presente em maior concentração.

### Isomeria espacial

#### Isomeria geométrica ou cis-trans
Quando a ligação entre dois átomos de carbono é rígida e não permite que haja rotação entre eles (ligação dupla, por exemplo) a posição que os ligantes assumem, em relação aos ligantes do outro átomo de carbono no espaço, adquire uma importância fundamental, pois dá origem a moléculas diferentes.
Considere Cis-1,2-dicloro-eteno e trans-1,2-dicloroeteno. No primeiro exemplo, os 2 átomos de cloro estão do mesmo lado do plano que divide a molécula ao meio; essa é a chamada forma cis (do latim cis, aquém de). No segundo exemplo, os 2 átomos de cloro estão em lados opostos do plano que divide a molécula ao meio; essa é a chamada forma trans (do latim trans, para além de).

#### Isomeria óptica
A isomeria óptica é um tipo de isomeria espacial, ou estereoisomeria, que estuda o comportamento das substâncias quando submetidas a um feixe de luz polarizada. Assim como em todo tipo de isomeria, os isômeros ópticos possuem a mesma fórmula molecular, mas são diferenciados por sua atividade óptica. Quando submetemos duas moléculas de isômeros ópticos a um feixe de luz polarizada, notamos que uma delas desvia o feixe de luz polarizada para a direita, sendo denominada de dextrogiro e a outra desvia para a esquerda, denominada de levogiro.
Um modo de verificar se a molécula de determinado composto realiza atividade óptica é por observar se a molécula possui algum carbono assimétrico (C*), isto é, que possui 4 ligantes diferentes.

## Geração talidomida
A talidomida (C13H10N2O4) é uma substância usualmente utilizada como medicamento sedativo, anti-inflamatório e hipnótico. Essa droga foi obtida pela primeira vez em 1954 pela indústria alemã Chemie Grünenthal. No início de 1960 já havia notícias de que a talidomida poderia causar neuropatias (doenças do sistema nervoso) e defeitos genéticos em fetos. Essa deformação genética é chamada de teratogênese.Essa substância era ingerida pelas grávidas para tratamento de mal-estar, náuseas e vômitos que ocorriam principalmente no período matinal.
Como consequência do uso da talidomida, começaram a nascer bebês com defeitos congênitos, com má-formação de braços, pernas, mãos, dedos, orelhas, ouvido, nervos faciais e rins.
A talidomida pode apresentar duas estruturas diferentes. Uma dessas formas, conhecida como isômero S(-), é responsável pelos efeitos teratogênicos da talidomida, enquanto a outra, o isômero R(+), parece atuar como sedativo. Contudo, devido à capacidade que essas duas variantes de talidomida têm de se converter uma na outra, não é possível, por exemplo, utilizar terapeuticamente apenas o isômero R(+).